# Spider-Island
Spider-Island (español: Isla Araña) es una historia de cómic de 2011 que comienza en The Amazing Spider-Man y se cruza con otros cómics publicados por Marvel Comics, la mayoría de los cuales eran series limitadas o one-shots específicamente para esta historia. La trama principal involucra a los habitantes de la isla de Manhattan que misteriosamente obtienen poderes similares a los de Spider-Man. Presenta el regreso del Chacal y la Reina (Adrianna "Ana" Soria) al Universo Marvel y sentó las bases para el segundo volumen de la serie Scarlet Spider. En general, la historia principal recibió críticas positivas y los críticos elogiaron su acción, humor, estilo y trama.

## Trama

### Infestado
"Infestado" fue una serie de seis historias de respaldo que aparecían al final de los números regulares de The Amazing Spider-Man. Estaban en los números 659, 660 y 662–665. Estas historias presentaban al Chacal y sus experimentos que llevaron a la historia de "Spider-Island". Estos fueron compilados en una reimpresión del cómic llamada Amazing Spider-Man: Infested, que se lanzó el 31 de agosto.

### Spider-Island
El prólogo describe la vida de Peter Parker hasta el comienzo de Spider-Island. Se le ve neutralizando sin esfuerzo un robo por parte de Hydro-Man, además de detener un robo normal. Pasa algún tiempo en Horizon Labs; finalmente, él visita a Shang-Chi, su mentor de artes marciales que le está enseñando "El Camino de la Araña", como se ve en la edición del Día Gratuito del Cómic de The Amazing Spider-Man. Madame Web advierte a Spider-Man de los acontecimientos que están por venir, pero Spider-Man descarta las advertencias como una tontería. Mientras tanto, se ve al Chacal reclutando criminales con poderes de araña para su proyecto, junto con un Kaine severamente mutado, ahora llamado Tarántula. Tiene un gran laboratorio secreto, en el que se ve que trabajan clones de Miles Warren. El Chacal tiene una misteriosa benefactora llamada la Reina Araña.
La novia de Peter, Carlie Cooper, le muestra que tiene poderes de araña. Él y Carlie escuchan un informe de noticias que habla de varios cientos de neoyorquinos que han manifestado poderes de araña. El Chacal está detrás del disturbio, ya que ha reunido a varias figuras criminales prominentes con poderes de araña y les ha dado trajes de Spider-Man. Los Vengadores intentan defender la ciudad contra los hooligans impulsados por arañas.
Aunque Shang-Chi puede confirmar la identidad de Spider-Man a los otros héroes, se le ordena permanecer fuera de la pelea debido a la incapacidad de distinguirlo de los otros Spider-Men. Sin embargo, inspirado por una conversación con Mary Jane, Peter puede reunir a varios otros neoyorquinos para que lo ayuden a detener a los malvados Spider-Men haciéndose pasar por otro ciudadano aleatorio impulsado por arañas. Mientras Anti-Venom trabaja para curar a varios Spider-People de sus poderes, Madame Web reflexiona sobre la necesidad de que tanto el Agente Venom como Anti-Venom solucionen el problema de Spider-Island. Mientras tanto, Carlie y Peter intentan investigar el laboratorio del Chacal, razonando que él es el candidato más probable para haber causado este evento, sin saber que están siendo observados. Se ve a Chacal trabajando en el Rey Araña llenándolo con pequeños embriones de araña.
Horizon Labs trabaja con Reed Richards para encontrar una cura para las personas con poderes de araña mientras los Vengadores y otros héroes intentan mantener a Manhattan en cuarentena. Mientras están en un laboratorio abandonado en la Universidad Empire, Peter y Carlie son atacados por Chance, Quemador y Conejo Blanco, quienes tienen poderes de araña. Cuando Conejo Blanco ataca a Carlie, Peter usa algunos movimientos que aprendió de Shang-Chi para noquear a los villanos. Carlie lleva a los villanos a la comisaría y le dice a Peter que quiere hablar con él y Spider-Man, para consternación de Peter. Chacal los ha estado observando y le dice a Tarántula que estudie la cinta de la pelea ya que pronto lo harán la prueba. Los Vengadores cierran Manhattan y mantienen a todos en la ciudad. Reed Richards desarrolla una vacuna que puede evitar que las personas adquieran poderes de araña, pero no cura a las personas que ya los tienen. Justo cuando J. Jonah Jameson está a punto de recibir la vacuna, Reed le dice que ha sido infectado. Anti-Venom continúa curando a las víctimas de Manhattan, mientras Madame Web se desmaya debido a demasiadas arañas que acceden a la red de la vida. A Carlie le dicen que Spider-Man la está esperando en lo alto de su recinto. Carlie y Spider-Man se dirigen a acabar con otro villano impulsado por arañas mientras Carlie sospecha dónde está Peter. Cuando llegan al lugar, ellos encuentran un Shocker de seis brazos. Shocker revela que quiere dinero para que Pensador Loco pueda curarlo. Shocker luego se quita la máscara para revelar que está mutando lentamente en una criatura parecida a una araña. Justo cuando Spider-Man intenta reconstruir todo, Carlie comienza a mutar. La Reina Araña le dice al Chacal que todas las personas infectadas de Manhattan están comenzando a mutar y que Nueva York pronto le pertenecerá a ella.
Mary Jane Watson evade a los ciudadanos que se han transformado en criaturas parecidas a arañas. Cuando Spider-Man intenta llevar una Carlie mutada a Mister Fantastico, comienzan a aparecer más criaturas parecidas a arañas, lo que dificulta descubrir cuál es Carlie. Cuando Jameson termina convirtiéndose en una criatura parecida a una araña y derrota a un Spider-Slayer, Reina Araña usa su Red de la Vida para controlar a las criaturas parecidas a arañas. Mary Jane también desarrolla poderes de araña, mientras que Madame Web pierde su precognición.
A pesar del consejo contrario de Chacal, Reed Richards y Horizon Labs logran desarrollar un suero a partir de los anticuerpos simbióticos de Anti-Venom, capaz de matar el Spider-Virus y revertir instantáneamente las mutaciones. La Reina Araña envía a Tarantula para irrumpir en el laboratorio personal de Peter. Peter descubre la entrada y evita que Tarantula envenene el suero. Mientras Tarantula, ahora más poderosa físicamente y aún habilitada con un sentido arácnido en funcionamiento, comienza a tomar ventaja, Reed Richards menciona a los científicos de Horizon Labs cómo Spider-Man perdió su sentido especial. Los científicos de Horizon Lab logran crear una contrafrecuencia, restaurando el sentido arácnido de Peter a un nivel mejorado (debido a que el entrenamiento de kung fu de Shang-Chi se fusionó con sus reflejos). Ahora con pleno poder, Peter vence a Tarantula y lo ahoga en un charco de suero. Tarantula emerge del estanque sin su mutación y con la degeneración de su clon revertida. Kaine, ahora sano, se libera del control mental de Spider Queen y se ofrece a ayudar a Peter. Mientras tanto, un efecto secundario de la contrafrecuencia utilizada en Peter restaura la conexión de Madame Web y Reina Araña con la Red de la Vida. Spider-Queen usa una versión evolucionada de su grito sónico para matar a Jackal (que luego se revela como otro clon más), y se da cuenta de que le han otorgado todos los poderes de la Web, convirtiéndose en una Diosa Araña.
Cuando el Capitán América y Venom llegan a la Reina Araña, ella usa sus poderes mejorados para evolucionar hasta convertirse en una enorme criatura parecida a una araña de enorme fuerza, extrayendo nuevo poder de cada individuo infectado por el Virus Araña. Mary Jane descubre que su relación a largo plazo con Peter le ha otorgado inmunidad parcial al Spider-Virus y usa sus poderes de araña recién adquiridos para llegar a Horizon Labs y reunirse con Peter. Mientras tanto, Peter equipa a Kaine con la Spider-Armor de "Big Time", que desvía el grito sónico de Reina Araña. Kaine, Mary Jane y Spider-Man se unen a la lucha, mientras toda la heroica comunidad de Nueva York intenta impedir la profecía apocalíptica de Reina Araña y Madame Web. Cuando Spider-Man parece a punto de perder, Mary Jane le recuerda que por muy poderoso que pueda ser Spider-Man, ella siempre había confiado en el poder cerebral de Peter el científico. Dejando atrás a Kaine para luchar con los otros héroes, Spider-Man y Mary Jane huyen a la comisaría de policía y roban los Octobots del Doctor Octopus, que Spider-Man convierte en un pequeño ejército de Spider-Slayers, cada uno con una dosis de la cura. Mientras Mary Jane lo defiende valientemente, Peter utiliza la antena del Empire State Building para revertir de una vez la mutación de gran parte de la población de Nueva York. Envalentonado por el ejemplo de Spider-Man y al ver a la Reina Araña perder sus poderes, Kaine se arroja a su boca usando la Spider-Armor para desviar el grito sónico y los aguijones de araña (similares a los que sostiene Peter Parker durante El Otro) para Mata a la Reina Araña. Mientras Madame Web afirma que su profecía que implicaba que "La Mano de Spider-Man" derribara a la Reina debía haber estado equivocada, Kaine (ahora completamente reconciliado con Peter) afirma que él era simplemente un ejecutor y que la valentía y rapidez de pensamiento de Spider-Man le permitieron dar el golpe final. El Chacal, disfrazado como parte de Control de Daños, recolecta parte de la médula de la Reina fallecida para usarla en futuros experimentos de clonación. En lo alto del Empire State Building, Mary Jane admite su amor por Peter, pero él no la escucha. Se quedan allí para descansar, reflexionando sobre las secuelas de tener a toda Nueva York caminando una milla en los zapatos de Spider-Man.
Al día siguiente, Peter descubre por el Doctor Strange que el punto ciego psíquico que se estableció para proteger su identidad secreta ahora se ha visto comprometido. Esto se debió a que Peter reveló sus poderes de araña en un video viral para alentar a otros neoyorquinos a usar sus nuevos poderes de araña para siempre. Como resultado de esto, Carlie puede deducir quién es Peter en realidad. Cansada de que le mientan, Carlie acusa a Peter de ser una máscara de su "verdadero yo" y rompe con él. Peter localiza a Mary Jane y le administra el antídoto, aunque con cierta desgana por su parte. Los dos se unen a través de sus experiencias recientes. Mary Jane le dice a Peter que mire el Empire State Building, sobre el cual se proyecta una combinación de colores rojo y azul. Esta es la forma que tienen los ciudadanos de Nueva York de decir "gracias" a Spider-Man por sus hazañas heroicas durante la crisis.

### Spider-Island: Amazing Spider-Girl
Mientras Anya Corazon intenta descubrir su pasado, ella y su amigo Rocky son atacados por la Hermandad de la Avispa (una secta de monstruos equivocados que son "enemigos legendarios de las arañas") que tiene como objetivo a Anya. Anya lleva a Rocky a un lugar seguro y se transforma en Spider-Girl. Ella termina consiguiendo un aliado poco probable en Hobgoblin que la lleva en avión a Kingpin.Cuando Spider-Girl pregunta por qué Kingpin quiere su ayuda, Kingpin revela que él y sus hombres han desarrollado poderes de araña y están siendo el objetivo de la Hermandad de la Avispa. Le dice a Spider-Girl dónde encontró la ubicación del Nido Central de Avispas. Madame Web le dice a Spider-Girl que necesitará formar equipo con su "enemigo" cuando la líder de la Hermandad, Madre de Todas, planee liberar un veneno que matará a cualquiera con poderes de araña.Spider-Girl y La Mano terminan luchando contra los soldados de la Hermandad de la Avispa para evitar que liberen el veneno. Cuando los soldados surcan los cielos, los arqueros de mano los derriban. Spider-Girl se apresura a acabar con la Madre Todopoderosa, pero se topa con Madame Web. Ella le dice a Spider-Girl que todavía necesita formar equipo con su "enemigo". Spider-Girl se da cuenta de que tiene que formar equipo con la Madre de Todas para detener a la multitud de nativos de Nueva York mutados. Ellos tienen éxito. Hobgoblin no reconoce el final de la batalla y ataca a la Omnimadre. Esto enfurece a Kingpin, pero Spider-Girl lo convence de dejar vivir a Hobgoblin. La historia termina cuando a Spider-Girl se le administra la cura, aunque se ve que todavía conserva algunos poderes de araña cuando se aleja de Kingpin.

### Spider-Island: Vengadores
Cuando comenzó la infestación de Manhattan, Ms. Marvel, Jessica Jones y Hawkeye examinan a las personas con poderes de araña. Cuando Jessica llama a Chica Ardilla para preguntarle sobre el estado de su hija Danielle, Chica Ardilla descubre que Danielle ha desarrollado poderes de araña. Hombre Rana es testigo de cómo terroristas con poderes de araña atacan las Naciones Unidas y obtiene la ayuda, y eventualmente el respeto a regañadientes, de Ms. Marvel, Jessica y Hawkeye.

### Spider-Island: Cloak y Dagger
Cuando Cloak y Dagger ven un anuncio de ellos en una valla publicitaria, Cloak le dice a Dagger que podrían asistir a los servicios de cualquiera. Los Nuevos Vengadores se acercan a ellos y están en camino de manejar un motín que involucra a personas con poderes de araña. Mientras detienen a las personas vestidas como Spider-Man, Cloak y Dagger recuerdan el tiempo que trabajaron para los X-Men Oscuros de Norman Osborn. Al Señor Negativo se le cuenta una profecía que dice que será asesinado por Dagger.Señor Negativo captura a Dagger y la corrompe con su Toque Negativo. Esto convierte a Dagger en una versión oscura de sí misma que debe consumir toda la luz y la vida.La corrupta Dagger usa sus poderes para hundir a Chinatown en la oscuridad. Tyrone le ruega al Señor Negativo que la salve; Señor Negativo usa su toque negativo en Cloak, alterando sus poderes de Fuerza Oscura a los de Dagger. Después de que Cloak y Dagger se curan a sí mismos y a Chinatown, ambos llegan a la conclusión de que deben lidiar ellos mismos con sus poderes alterados.

### Spider-Island: Deadly Foes
Norah Winters se siente decepcionada cuando ve que Betty Brant se le adelantó en la historia de Spider-Island. Sin que Norah lo sepa, ella está siendo espiada por Phil Urich, quien está celoso de su relación con Randy Robertson. Esto hace que Phil se convierta en Hobgoblin y vaya tras ella. En Potter's Field, se muestra que Chacal encontró a Kaine emergiendo de su tumba luego de los eventos de Grim Hunt. Chacal logra noquear a Kaine y arrastrarlo de regreso a su guarida y lo convierte en un monstruo araña.

### Spider-Island: Deadly Hands of Kung Fu
Madame Web le dice a Shang-Chi que personas con poderes de araña están enloquecidas en Manhattan. Cuando ve a Iron Fist luchando contra los impostores de Spider-Man y a Peter Parker cerca, Shang-Chi entra en acción. La Novia de las Nueve Arañas inexplicablemente comienza a atacar y secuestrar a sus compañeros de equipo en Armas Inmortales.Al tratar de descubrir qué significa su sueño recurrente, Shang-Chi se entera por Silver Sable de que ha encontrado posibles ubicaciones en Manhattan para la guarida de Novia de las Nueve Arañas. Aunque Shang-Chi logra derrotar a Novia de las Nueve Arañas y libera a Iron Fist, descubre que la persona detrás de esto es el demonio Ai Apaec que busca alimentarse de las Armas Inmortales.Mientras Shang-Chi lucha contra Ai Apeac, Iron Fist lucha por liberar las otras Armas Inmortales. Shang-Chi muta en una araña durante la batalla como resultado de la infección, pero Iron Fist usa su fuerza Chi para curar a Shang-Chi, dejando a Iron Fist en un estado debilitado. Después de asegurarse de que Iron Fist y el resto de las Armas Inmortales sean evacuados, Shang-Chi derrumba el escondite de la mansión en Ai Apeac, dejándolo inmovilizado para que los Vengadores lo vuelvan a poner bajo custodia.

### Spider-Island: Heroes for Hire
Héroes de Alquiler es llamado para ayudar con la cuarentena de Manhattan. Ellos terminan luchando contra versiones de Flashmob impulsadas por arañas (Chemistro III, Cheshire Cat, Commanche, Dontrell "Cockroach" Hamilton, Sr. Pez II, Nightshade y Spear) y Cottonmouth I cuando intentan cruzar un puente para salir de Manhattan.

### Spider-Island: Spider-Woman
Cuando los civiles que obtuvieron poderes de araña comienzan a convertirse en criaturas mitad araña, Spider-Woman está luchando contra algunos de ellos mientras Mister Fantastico afirma en la comunicación que HYDRA una vez usó una versión corrupta de su ADN en Alicia Masters como parte de su experimento de súper soldado. Mister Fantastico luego hace que Spider-Woman busque a Alicia Masters.

### Herc
Los propietarios/operadores griegos del bar donde trabaja Hércules huyeron de los peligros de la ciudad de Nueva York y regresaron a Grecia, dejando a Hercules a cargo. Se hace amigo de un anciano africano llamado A. Nancy al que le encantan las historias. Herc es picado por una chinche que le otorga poderes de araña, que utiliza para luchar contra el crimen.La Reina de Spider-Island se revela a Herc y lo convierte en su esclavo. Ella envía a Spider-Herc contra los X-Men, que están en la ciudad después de luchar contra los lagartos en las alcantarillas. Intentan razonar con él, pero él los ataca con la Espada de Peleo. Debido a las propiedades mutagénicas de los poderes de Spider-Man, Spider-Herc muta en Herc-Spider. De repente, los X-Men quedan atrapados en una red mágica y aparece la diosa griega Aracne. En lugar de pelear, se revela que Arachne se siente muy atraída por la nueva forma de Herc y se abrazan mientras los X-Men se ven obligados a mirar. Mientras Aracne está preocupada, A. Nancy irrumpe en su casa y roba su mítico tapiz. El se revela como el dios araña africano Anansi, un coleccionista de historias.

### Venom
Cuando la gente de Manhattan comienza a desarrollar poderes de araña, envían a Venom para capturar una bestia parecida a una araña que está luchando contra Estrella de Fuego y Gravedad. Venom logra capturar al Rey Araña y descubre que es Steve Rogers esclavizado. Venom se disfraza de Rey Araña para rastrear la infestación hasta su origen.La Reina y el Chacal lo envían a matar a Anti-Venom porque está curando a personas que han adquirido poderes de araña, pero sus superiores le ordenan que lo lleve con Mister Fantastico para ayudar a desarrollar una cura. Flash y el simbionte Venom luchan entre sí porque Flash quiere llevar Anti-Venom a Mister Fantastico y el simbionte quiere matar a Anti-Venom por haberlo rechazado previamente. Flash gana la pelea y entrega Anti-Venom a Mister Fantastico.En Proyecto Renacimiento, los científicos pueden replicar la cura Anti-Venom utilizando muestras de Venom que se prueban en Rey Araña. Cuando Flash finalmente llega al hospital, Betty le entrega una carta escrita por su difunto padre antes de que Flash vuelva a entrar en acción. El ataca a la Reina y Rogers lo respalda más adelante en la batalla. Ellos derriban a la Reina, pero ella se transforma en una forma de araña más grande y más fuerte y es derrotada por Venom, Rogers, Spider-Man, Kaine y la ayuda de los Vengadores.

### Lista de problemas
- The Amazing Spider-Man #659–660, 662–673
- Black Panther: The Most Dangerous Man Alive #524
- Herc #7–8
- Spider-Island: The Amazing Spider-Girl #1–3
- Spider-Island: Avengers #1
- Spider Island: Cloak y Dagger #1–3
- Spider-Island: Daily Bugle #1(vista previa gratuita)
- Spider-Island: Deadly Foes #1
- Spider-Island: Deadly Hands of Kung Fu #1–3
- Spider-Island: Heroes for Hire #1
- Spider-Island: I Love New York City #1
- Spider-Island: Spider-Woman #1
- Venom vol. 2 #6–8

## Ediciones recopiladas
| Título                              | Material recolectado | Fecha de publicación | ISBN           |
| ----------------------------------- | --- | -------------------- | -------------- |
| Spider-Man: Spider-Island           | Amazing Spider-Man #666-673, Venom (vol. 2) #6-9, Spider-Island: Deadly Foes #1, y material de Amazing Spider-Man #659-660; 662-665 | Enero 2012           | 978-0785151043 |
| Spider-Man: Spider-Island Companion | Spider-Island: The Amazing Spider-Girl #1-3, Spider-Island: Cloak & Dagger #1-3, Spider-Island: Deadly Hands of Kung Fu #1-3, Herc #7-8, Spider-Island: Avengers #1, Spider-Island: Spider-Woman #1, Black Panther #524, Spider-Island: Heroes for Hire #1, Spider-Island Spotlight #1 | Febrero 2012         | 978-0785162285 |
| Spider-Island: Warzones!            | Spider-Island #1-5 | Noviembre 2015       | 978-0785198857 |

## Secret Wars (2015)
Como parte de la historia de Secret Wars de 2015, se llevó a cabo una miniserie de Spider-Island en el dominio Battleworld del mismo nombre. El dominio de Spider-Island se desarrolló en un universo alternativo donde Reina Araña triunfó al final de la historia de "Spider-Island" de 2011.

## Recepción
USA Today dijo que la historia de "Spider-Island" era la historia "más ambiciosa y extensa" de Dan Slott hasta el momento.
- The Amazing Spider-Man #667 recibió una calificación de 6,5 sobre 10 de IGN,[30]y una calificación de 4,0 sobre 5 de Comic Book Resources.[31]
- The Amazing Spider-Man #668 recibió una calificación de 7,5 sobre 10 de IGN,[32]y una calificación de 3,5 sobre 5 de Comic Book Resources.[33]
- The Amazing Spider-Man #669 recibió una calificación de 7,5 sobre 10 de IGN,[34]y una calificación de 4,0 sobre 5 de Comic Book Resources.[35]
- The Amazing Spider-Man #670 recibió una calificación de 8,5 sobre 10 de IGN,[36]y una calificación de 9,5 sobre 10 de CraveOnline.[37]
- The Amazing Spider-Man #671 recibió una calificación de 6,5 sobre 10 de IGN,[38]y una calificación de 2,0 sobre 5 de Comic Book Resources.[39]
- The Amazing Spider-Man #672 recibió una calificación de 8,5 sobre 10 de IGN,[40] and a rating of 2.5 out of 5 from Comic Book Resources.[41]
- The Amazing Spider-Man #673 recibió una calificación de 7,5 sobre 10 de IGN,[42]y una calificación de 4,5 sobre 5 de Comic Book Resources.[43]
- Black Panther: The Most Dangerous Man Alive #524 recibió una calificación de 4,5 sobre 5 de Comic Book Resources,[44]y una calificación de 2,5 sobre 5 de World of Black Heroes.[45]
- Spider-Island: Avengers recibió una calificación de 8,0 sobre 10 de IGN,[46] y una calificación de 4,0 sobre 5 de Comic Book Resources.[47]
- Spider-Island: The Amazing Spider-Girl #1 recibió una calificación de 7,0 sobre 10 de IGN,[48]y una calificación de 3,0 sobre 5 de Comic Book Resources.[49]
- Spider-Island: The Amazing Spider-Girl #2 recibió una calificación de 7,0 sobre 10 de IGN,[50]y una calificación de 4,0 sobre 5 de Spider-Man Crawlspace.[51]
- Spider-Island: The Amazing Spider-Girl #3 recibió una calificación de 7,5 sobre 10 de IGN,[52]y una calificación de 4,0 sobre 5 de Spider-Man Crawlspace.[53]
- Spider-Island: Cloak & Dagger #1 recibió una calificación de 8,5 sobre 10 de IGN,[54]y una calificación de 4,5 sobre 5 de Comic Book Resources.[55]
- Spider-Island: Cloak & Dagger #2 recibió una calificación de 7,5 sobre 10 de IGN,[56] y una calificación de 5 sobre 5 de Spider-Man Crawlspace.[57]
- Spider-Island: Cloak & Dagger #3 recibió una calificación de 8,5 sobre 10 de IGN,[58]y una calificación de 6 [sic] sobre 5 de Spider-Man Crawlspace.[59]
- Spider-Island: Deadly Foes recibió una calificación de 6,5 sobre 10 de IGN,[60]y una calificación de 2,5 sobre 5 de Spider-Man Crawlspace.[61]
- Spider-Island: Heroes for Hire recibió una calificación de 2,0 sobre 5 de Comic Book Resources,[62]y una calificación de 2,5 sobre 5 de World of Black Heroes.[63]
- Spider-Island: Spider-Woman recibió una calificación de 5,5 sobre 10 de IGN,[64]y una calificación de 3,0 sobre 5 de Comic Book Resources.[65]
- Venom vol. 2 #6 recibió una calificación de 7,5 sobre 10 de IGN,[66] y una calificación de 3,5 sobre 5 de Comic Book Resources.[67]
- Venom vol. 2 #7 recibió una calificación de 8,5 sobre 10 de IGN,[68]y una calificación de 4,0 sobre 5 de Comic Book Resources.[69]
- Venom vol. 2 #8 recibió una calificación de 7,5 sobre 10 de IGN,[70]y una calificación de 2,5 sobre 5 de Spider-Man Crawlspace.[71]

Según Comic Book Roundup, Amazing Spider-Man número 667 recibió una puntuación promedio de 7,7 sobre 10 según 9 reseñas.
Según Comic Book Roundup, el número 668 recibió una puntuación promedio de 8 sobre 10 según 8 reseñas.
Según Comic Book Roundup, el número 669 recibió una puntuación de 7,4 sobre 10 según 5 reseñas.
Según Comic Book Roundup, el número 670 recibió una puntuación de 7,6 sobre 10 según 4 reseñas.
Según Comic Book Roundup, el número 671 recibió una puntuación de 6,9 sobre 10 según 6 reseñas.
Según Comic Book Roundup, el número 672 recibió una puntuación de 8 sobre 10 según 7 reseñas.
Según Comic Book Roundup, el número 673 recibió una puntuación de 8,9 sobre 10 según 10 reseñas.

## En otros medios

### Televisión
- Los elementos de las historias de Spider-Island y Maximum Carnage se adaptan en el episodio de tres partes de la serie animada Ultimate Spider-Man vs. The Sinister Six, "The Symbiote Saga".
- El arco de Spider-Island está adaptado en el episodio de cinco partes de la serie animada de Spider-Man de la década de 2010 del mismo nombre con Norman Osborn como el Rey Araña y el Chacal es el único líder del incidente.

### Videojuegos
- La historia de Spider-Island aparece en el videojuego Spider-Man Unlimited junto con los diversos personajes Spider de la historia y la historia de Secret Wars 2015.[79]